# 桜井誠二
桜井 誠二（さくらい せいじ、1957年12月24日 - ）は、兵庫県西宮市出身の元騎手・調教助手。

## 来歴
高校受験前にサラリーマンであった父が騎手の募集を耳にしたのがきっかけで馬事公苑へ進み、本間忍・古小路重男・黛幸弘と同期となる。
1977年に武田文吾系列の栗田勝厩舎から見習騎手としてデビューし、松永昌博・猿橋重利と同期となる。
1年目の1977年は3月5日の中京第1競走4歳以上200万下・サンワサクラ（7頭中2着）で初騎乗を果たすと、4月17日には小倉大賞典・ジョニーエンジェル（12頭中12着）で重賞初騎乗も果たし、同22日の阪神第2競走4歳未勝利・ファインタイムで初勝利を挙げる。11月26日・27日の中京では初の2日連続勝利、12月3日の中京では初の1日2勝を挙げるなど、1年目の同年から2桁の15勝をマークし、1980年まで4年連続2桁勝利を記録。初年度の勝ち星では松永に圧倒されたが、騎乗停止になると新人賞に該当しないルールで、桜井が関西の新人賞に当たる関西放送記者クラブ賞受賞。
2年目の1978年には3月18日の阪神第10競走マーチハンデキャップでは武田が管理する谷川牧場生産馬スタイリストに騎乗し、兄弟子の安田伊佐夫が騎乗するシンザン産駒ハシコトブキをハナ差抑え、人気に応えて勝利。阪神牝馬特別ではシンザン産駒ウラカワチェリーでリードスワロー・オヤマテスコを抑えて自身唯一の重賞勝利を挙げ、自己最多の21勝をマーク。
阪神牝馬特別のウラカワチェリーは安田が愛知杯でハシコトブキに乗るために回ってきた騎乗であったが、先頭でゴールを通過して、興奮冷めやらぬままに検量室前の脱鞍所へ引き上げると、桜井は満面の笑みで出迎えた栗田の喜びように驚いた。発走前に調教師席のテレビで愛知杯も見ていた栗田は「さっきハシコトブキも勝ったんや。阪神も中京もシンザン産駒や」と興奮し、後に桜井もウラカワチェリーが生涯忘れがたい「思い出の馬」となり、「勝ったことも嬉しかったけれど、栗田先生がものすごく喜んでくれたことが、今はとにかく懐かしい」と述懐している。
栗田の死去後は戌亥信義厩舎に所属し、1982年には2年ぶりで最後の2桁勝利となる10勝をマーク。
1983年には夏の新潟でヤマノシラギクに騎乗して関屋記念5着・新潟記念3着、朝日チャレンジカップではトナミイーグルで4着に入った。
1990年9月9日の中京第6競走3歳新馬・シクレノンビーボーが最後の勝利となり、1991年には2月9日・10日に生涯唯一の東京での騎乗を経験。浜田光正厩舎の調教助手を務めていた同期の小林常浩が、桜井の「最後に東京競馬場で乗ってみたい」という願いを叶えるため、浜田にかけあって自身の担当馬であったシャンペンカラーを東京で使ったのがきっかけであり、小林は駆け出しの頃の須田鷹雄に「横断幕出してやってくれ」と連絡している。
1991年2月24日の中京第9競走ゆきやなぎ賞・シャンペンカラー（13頭中9着）が最後の騎乗となり、同28日限りで現役を引退。
引退後は橋本壽正厩舎の主要スタッフを経て、橋本が急死した2008年からは村山明厩舎の調教助手を務め、テスタマッタを担当 。

## 騎手成績
| 通算成績 | 1着 | 2着 | 3着 | 4着以下 | 出走回数 | 勝率 | 連対率 |
| -------- | --- | --- | --- | ------- | -------- | ---- | ------ |
| 平地     | 121 | 118 | 132 | 1546    | 1917     | .063 | .125   |
| 障害     | 0   | 1   | 1   | 3       | 5        | .000 | .120   |
| 計       | 121 | 119 | 133 | 1549    | 1922     | .063 | .125   |

主な騎乗馬
- ウラカワチェリー（1978年阪神牝馬特別）